# Česká akustická společnost
Česká akustická společnost je občanské sdružení, které sdružuje pracovníky v akustice a blízkých oborech. Toto sdružení má za cíle podporovat výměnu informací mezi jednotlivými obory, podporovat výzkum, udržovat kontakty s obdobnými společnostmi v zahraničí a šířit informace o nejnovějších výzkumech prostřednictvím konferencí a seminářů. Česká akustická společnost vznikla v roce 1993 jako nástupnická organizace po Československé akustické společnosti založené v roce 1990.

## Struktura
Vrcholovým orgánem je Rada České akustické společnosti. Předsedou Rady ČsAS je v současnosti (2014) prof. Ing. Ondřej Jiříček, CSc. (FEL-ČVUT Praha).
ČsAS je rozdělena do následujících odborných skupin :
- Obecná lineární a nelineární akustika
- Ultrazvuk a akustická emise
- Hluk a vibrace
- Prostorová, stavební a urbanistická akustika
- Zpracování akustických signálů
- Psychoakustika, fyziologická akustika a akustika hudby a řeči
- Elektroakustika

## Akustické listy
je bulletin, vycházející pro členy ČsAS v tištěné podobě 4× ročně. Jednotlivá čísla jsou veřejnosti přístupná v elektronické podobě nebo ve vybraných knihovnách (např. NTK). Od roku 2001 procházejí veškeré uveřejněné odborné články recenzním řízením.
ISSN: 1212-4702